# Voetbaltrainer

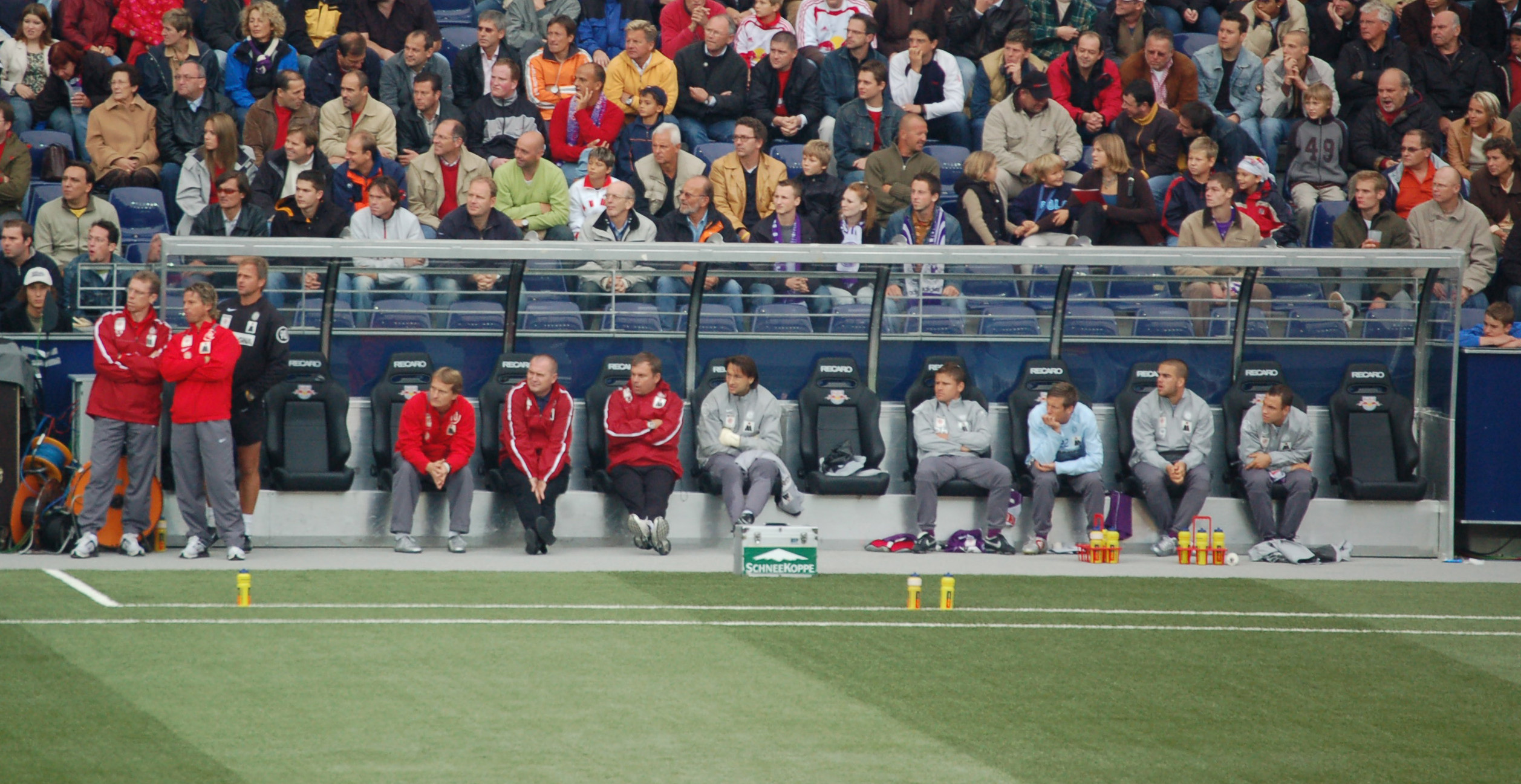
Voetbaltrainers voor de bank

Een voetbaltrainer of voetbalcoach is een trainer die eindverantwoordelijk is voor de prestaties van een voetbalteam.
De voetbaltrainer heeft de leiding over een voetbalteam. Hij leidt daarnaast ook de trainingen van een team . Een echte ‘voetbaltrainer’ kenmerkt zich door naast het elftal te leiden, ook inhoudelijk mee te doen met trainingen. De voetbaltrainer maakt de opstelling en begeleidt tijdens de voetbalwedstrijd het elftal door instructies te geven aan spelers vanaf de zijlijn of door te beslissen een speler te wisselen. Hij heeft meestal een of meer assistent-trainer(s). Het komt ook geregeld voor dat er trainers zijn die specifieke spelers begeleiden of specifieke vaardigheden inoefenen, zoals een keeperstrainer, spitsentrainer of conditietrainer. 
Voetbaltrainers van professionele voetbalteams zijn vaak zelf oud-voetballers. Frank Rijkaard, Josep Guardiola en Frank de Boer zijn daar bekende voorbeelden van. Aan de andere kant zijn er voetbaltrainers die vroeger geen profvoetballer waren, maar die vooral veel tactische kennis van het spelletje bezitten doordat ze het uitvoerig bestudeerden. Voorbeelden daarvan zijn Ariël Jacobs, José Mourinho, Thomas Tuchel en André Villas-Boas. De meest succesvolle voetbaltrainer bij de vrouwen is Sarina Wiegman die zelf ook voetbalster is geweest.
De term coach is meestal gereserveerd voor degene die de leiding heeft over het elftal en de training. Een coach laat het trainen van spelers zelf, in tegenstelling tot een voetbaltrainer, over aan zijn specifieke trainers. Een echt onderscheid tussen een voetbaltrainer en een voetbalcoach is er echter niet; deze termen worden in de sportwereld door elkaar gebruikt. Een bekende voetbalcoach is bijvoorbeeld Dick Advocaat of Guus Hiddink. 
Clubs hebben naast de coach of trainer ook een technisch directeur. Deze houdt zich meestal bezig met zaken op de langere termijn zoals het spelersbeleid van een club (scouting, het aantrekken van nieuwe spelers, transfers, jeugdopleiding) en de samenstelling van de technische staf. De coach heeft dan vooral de dagelijkse leiding over het (eerste) elftal. De taakverdeling en gezagsverhouding tussen hoofdcoach en technisch directeur kan echter per club sterk verschillen en is ook niet altijd duidelijk vastgelegd. Wanneer een coach echter zelf de transferzaken mag regelen en zijn geheel eigen staf mag samenstellen, wordt er gesproken van een ‘manager’. Deze functie komt in het Nederlandse betaaldvoetbal niet voor; men geeft hier de voorkeur aan een technisch directeur en trainer/coach.  